# Brit Awards de 1998
O Brit Awards de 1998 foi a 18ª edição do maior prêmio anual de música pop do Reino Unido. Eles são administrados pela British Phonographic Industry e ocorreram em 19 de fevereiro de 1998 na London Arena em Londres.

## Performances
- All Saints – "Never Ever"
- Chumbawamba – "Tubthumping"
- Finlay Quaye – "Sunday Shining"
- Fleetwood Mac – "The Chain"
- Robbie Williams & Tom Jones – "Make Me Smile (Come Up and See Me)"
- Shola Ama – "You Might Need Somebody"
- Spice Girls – "Stop"
- Texas com participação de The Method Man – "Say What You Want"
- The Verve – "Lucky Man"

## Vencedores e nomeados
| Álbum Britânico do Ano (apresentado por Zoë Ball) | Produtor Britânico do Ano |
| --- | --- |
| - The Verve – Urban Hymns - Oasis – Be Here Now - The Prodigy – Fat of the Land - Radiohead – OK Computer - Texas – White on Blonde | - Youth, The Verve & Chris Potter - Nigel Godrich & Radiohead - Liam Howlett - Roni Size - Stephen Street |
| Single Britânico do Ano (apresentado por Pam Grier & Samuel L. Jackson) | Vídeo Britânico do Ano (apresentado por Alan Partridge) |
| - All Saints – "Never Ever" - Blur – "Song 2" - Chumbawamba – "Tubthumping" - Eternal (com participação de BeBe Winans) – "I Wanna Be the Only One" - Elton John – "Something About the Way/Candle in the Wind '97" - Olive – "You're Not Alone" - Radiohead – "Paranoid Android" - Texas – "Say What You Want" - The Verve – "Bitter Sweet Symphony" - Robbie Williams – "Old Before I Die" | - All Saints – "Never Ever" - Blur – "Song 2" - David Bowie – "Little Wonder" - The Chemical Brothers – "Block Rockin' Beats" - Dario G – "Sunchyme" - Jamiroquai – "Alright" - Oasis – "D'You Know What I Mean?" - Republica – "Drop Dead Gorgeous" - Spice Girls – "Spice Up Your Life" - Supergrass – "Late in the Day" - The Verve – "Bitter Sweet Symphony" |
| Artista Solo Masculino Britânico (apresentado por Errol Brown & Natalie Imbruglia) | Artista Solo Feminina Britânica (apresentando por Richard Branson) |
| - Finley Quaye - Gary Barlow - Elton John - Paul Weller - Robbie Williams | - Shola Ama - Michelle Gayle - Louise - Beth Orton - Lisa Stansfield |
| Grupo Britânico (apresentado por David Baddiel & Frank Skinner) | Melhor Revelação Britânica (apresentado por Jo Whiley & Max Beesley) |
| - The Verve - Oasis - The Prodigy - Radiohead - Texas | - Stereophonics - All Saints - Shola Ama - Embrace - Olive - Beth Orton - Finley Quaye - Conner Reeves - Roni Size & Reprazent - Travis |
| Artista Dance Britânico | Melhor Gravação de Trilha Sonora (apresentado por Cleopatra) |
| - The Prodigy - Brand New Heavies - The Chemical Brothers - Eternal - Jamiroquai | - The Full Monty - Men in Black - Romeo + Juliet - Space Jam - Trainspotting |
| Artista Solo Masculino Internacional (apresentado por Claudia Schiffer & Matthew Modine) | Artista Solo Feminina Internacional (apresentado por Alexander McQueen & Honor Fraser) |
| - Jon Bon Jovi - Coolio - LL Cool J - DJ Shadow - Sash! | - Björk - Erykah Badu - Meredith Brooks - Celine Dion - Janet Jackson |
| Grupo Internacional (apresentado por Heather Small & Jay Kay) | Melhor Revelação Internacional |
| - U2 - Daft Punk - Eels - Hanson - No Doubt | - Eels - Erykah Badu - Daft Punk - Hanson - No Doubt |

### Freddie Mercury Award
- Elton John

### Most Selling Album Act
- Spice Girls

### Contribuição Excepcional para a Música
- Fleetwood Mac